# Swidger
Der heilige Swidger (auch Suitger; † 19. November 1011) war von 993 bis zu seinem Tode Bischof von Münster. 

## Leben
Sein Geburtsjahr ist unbekannt. Sein Name bedeutet „stark wie ein Speer.“ Er stammte von einem sächsischen Adelsgeschlecht ab. Es handelte sich um den Familienkreis der Grafen von Morsleben-Hornburg. Der familiäre Umkreis war wahrscheinlich derselbe aus dem auch sein Vorgänger Dodo stammte. Zu der Familie gehörte auch der spätere Bischof von Bamberg Suitger, der sich als Papst Clemens II. nannte. Suitger war dessen Onkel und vermutlich auch der namensgebende Taufpate des späteren Papstes.
Suitger war Domkanoniker in Halberstadt. Dort wurde er auch erzogen. Möglicherweise hatte er auch in Magdeburg und Münster Präbenden inne. 
Otto III. ernannte ihn zum Bischof von Münster. Neben der frommen Gesinnung Suitgers spielte auch die familiäre Nähe zu den Ottonen eine Rolle. Er trat sein Amt wahrscheinlich noch 993 an. Die guten Beziehungen zum Kaiser hielten an. Im Jahr 997 schenkte Otto III. dem Bischof eine Blutreliquie des heiligen Paulus für den Münsteraner Dom. Auch stiftete er wie in Aachen und Halberstadt eine Königspräbende. 
Problematisch war das Verhältnis Swidgers zum Domkapitel. Strittig war insbesondere die Teilung des Stiftsvermögens zwischen Bischof und Domkapitel. Dieser Prozess war schon seit längerer Zeit im Fluss. Es gibt legendenhafte Berichte, nach denen sich Swidger in Worms auf einem Hoftag verantworten musste. Belegt ist, dass sich der Bischof 994 auf einer Reise ins westfränkische Reich in Worms aufhielt und auch der Kaiser in der Nähe war. Ausgeschmückt ist die Legende mit Wundergeschichten. So sollen den Bischof Tauben begleitet haben, um vor dem Kaiser seine Unschuld zu bezeugen. 
Ein Beleg für eine Tätigkeit von Swidger im Reichsdienst für Otto III. existiert nicht. Aktiver scheint er in der kirchlichen Politik gewesen zu sein. Er nahm 995 an einer Synode in Mouzon teil. Dass als einer der wenigen Bischöfe aus dem ostfränkischen Reich auch Swidger daran teilnahm, dürfte mit seiner Nähe zum Kaiserhaus zu tun haben. Im Jahr 1005 nahm er an einer Synode in Dortmund teil, auf der die Teilnehmer, neben zahlreichen Bischöfen auch König Heinrich II. und dessen Frau Kunigunde eine Verbrüderung zum gegenseitigen Totengedenken schlossen. Ebenso war Swidger auf der Synode von Frankfurt im Jahr 1007 anwesend, auf der das Bistum Bamberg gegründet wurde.
Der Bischof litt unter einer schweren Krankheit. Nachdem er diese mit großer Geduld ertragen hatte, starb er am 19. November 1011. Die sterblichen Überreste von Swidger wurden wahrscheinlich im Vorgängerbau des Paulusdoms bestattet. Er war damit der letzte Bischof, der dort beerdigt wurde. Nach dem endgültigen Abbruch im 14. Jahrhundert wurden seine Gebeine wahrscheinlich in den sogenannten Alten Dom überführt. 
Die mit Wunderberichten verbundene Verehrung Swidgers setzte schon im Mittelalter ein. Es existiert ein Reliquienbehältnis, das wahrscheinlich vom Ende des 13. Jahrhunderts stammt und auch Überreste des Bischofs enthält. Abgesehen von Liudger weisen die Chroniken keinen Münsteraner Bischof auf, über den mehr Legendenhaftes berichtet wird. Aber er war weder Teil der regionalen Volksfrömmigkeit und galt auch nicht als Heiliger. Erst in der Barockzeit zur Zeit Christoph Bernhard von Galens erwachte wieder ein stärkeres Interesse an Swidger. Im Jahr 1652 sollen an dessen Grab Wunder geschehen sein und es wurde eine Vita des Bischofs verfasst. Seine Heiligsprechung soll in dieser Zeit beantragt worden sein. Der Gedenktag von Swidger ist der 19. November.